# Per Hallberg
Per Göran Allan Hallberg, född 30 december 1958 i Borgholm, är en svensk ljudtekniker verksam i filmbranschen i USA.
Hallberg har vunnit tre stycken Oscar för Bästa ljudredigering. Det var för Braveheart (1995), The Bourne Ultimatum (2007) och Skyfall (2012). Han var även nominerad för Face/Off (1997). Därmed tangerar Hallberg nu Ingrid Bergmans svenska rekord med antalet Oscarsvinster.
Hallberg är bosatt i Malibu i USA, men tillbringar ofta somrarna i Tryggestad på Öland, där han växte upp.

## Filmografi (urval)
- 1989 – Uncle Buck
- 1989 – Älskling, jag krympte barnen
- 1990 – Farligt möte
- 1991 – Styv i korken
- 1992 – Den siste mohikanen
- 1992 – Tur och retur Alaska
- 1993 – Beethovens tvåa
- 1993 – Dennis
- 1993 – Kroppar, vila och rörelse
- 1993 – När jag brottades med Ernest Hemingway
- 1993 – Wilder Napalm
- 1993 – Äventyr i Kalahariöknen
- 1994 – Mitt så kallade liv
- 1994 – Höstlegender
- 1994 – Junior
- 1994 – Pagemaster - den magiska resan
- 1995 – Braveheart (oscarbelönad)
- 1995 – Fair Game
- 1995 – Hämnden
- 1995 – Heat
- 1996 – Albino Alligator
- 1996 – I sanningens namn
- 1997 – Djävulens advokat
- 1997 – Face/Off (oscarnominerad)
- 1997 – Wild America
- 1998 – En kvinnas öde
- 1998 – Godzilla
- 1998 – Mördande legender
- 1998 – Replacement Killers
- 1999 – Tarzan
- 2000 – Gladiator
- 2000 – Patrioten
- 2000 – Lockbete
- 2000 – Proof of Life
- 2001 – Black Hawk Down
- 2001 – Evolution
- 2001 – Hannibal
- 2001 – Män och kvinnor
- 2002 – The Bourne Identity
- 2003 – Beyond Borders
- 2003 – Matchstick Men
- 2003 – Paycheck
- 2003 – Seabiscuit
- 2004 – The Bourne Supremacy
- 2004 – Day After Tomorrow
- 2004 – Ray
- 2004 – Van Helsing
- 2005 – The Island
- 2005 – Kingdom of Heaven
- 2006 – Doogal
- 2006 – Eight Below
- 2006 – Ett bra år
- 2007 – American Gangster
- 2007 – Blade Runner - The Final Cut
- 2007 – The Bourne Ultimatum (oscarbelönad)
- 2007 – Freedom Writers
- 2007 – Things We Lost in the Fire
- 2008 – Body of Lies
- 2008 – Eagle Eye
- 2009 – G.I. Joe: The Rise of Cobra
- 2010 – London Boulevard
- 2010 – Love Ranch
- 2010 – The Wolfman
- 2011 – Försvunnen (första svenska långfilmen för Hallberg)
- 2011 – Green Lantern
- 2011 – I Am Number Four
- 2012 – The Bourne Legacy
- 2012 – Red Dawn
- 2012 – Safe House
- 2012 – Skyfall (oscarbelönad)
- 2013 – Delivery Man
- 2014 – Into the Storm
- 2015 – Child 44
- 2015 – San Andreas
- 2015 – Spectre
- 2016 – Fences
- 2017 – Ghost in the Shell
- 2017 – Life
- 2018 – Rampage
- 2018 – Skyscraper
- 2020 – Zenimation (TV-serie)
- 2021 – Sweet Girl
- 2022 – Morbius